# Interlands Iers voetbalelftal 1960-1969
Deze pagina toont een chronologisch en gedetailleerd overzicht van de interlands die het Iers voetbalelftal heeft gespeeld in de periode 1960 – 1969.

## Interlands

### 1960
|                                                                    |                                            |       |       |                                                                             |
| 30 maart Vriendschappelijk № 83 «onderlinge duels» 17:30 uur (UTC) | Ierland                                    | 2 – 0 | Chili | Dalymount Park, Dublin Toeschouwers: 17.000 Scheidsrechter: Ken Aston (ENG) |
| 30 maart Vriendschappelijk № 83 «onderlinge duels» 17:30 uur (UTC) | Noel Cantwell 16' (pen.) Dermot Curtis 80' |       |       | Dalymount Park, Dublin Toeschouwers: 17.000 Scheidsrechter: Ken Aston (ENG) |

|                                                                    |                |                 |         |                                                                                  |
| 11 mei Vriendschappelijk № 84 «onderlinge duels» 17:00 uur (UTC+1) | West-Duitsland | 0 – 1           | Ierland | Rheinstadion, Düsseldorf Toeschouwers: 51.000 Scheidsrechter: Arthur Ellis (ENG) |
| 11 mei Vriendschappelijk № 84 «onderlinge duels» 17:00 uur (UTC+1) |                | 31' Paddy Fagan |         | Rheinstadion, Düsseldorf Toeschouwers: 51.000 Scheidsrechter: Arthur Ellis (ENG) |

|                                                                    |                                                                    |       |                        |                                                                                |
| 18 mei Vriendschappelijk № 85 «onderlinge duels» 18:30 uur (UTC+1) | Zweden                                                             | 4 – 1 | Ierland                | Malmö Stadion, Malmö Toeschouwers: 20.546 Scheidsrechter: Jan Bronkhorst (NED) |
| 18 mei Vriendschappelijk № 85 «onderlinge duels» 18:30 uur (UTC+1) | Agne Simonsson 23', 30' Seamus Dunne 44' (e.d.) Rune Börjesson 90' |       | 77' (pen.) Paddy Fagan | Malmö Stadion, Malmö Toeschouwers: 20.546 Scheidsrechter: Jan Bronkhorst (NED) |

|                                                                          |                             |       |                                       |                                                                             |
| 28 september Vriendschappelijk № 86 «onderlinge duels» 17:15 uur (UTC+1) | Ierland                     | 2 – 3 | Wales                                 | Dalymount Park, Dublin Toeschouwers: 20.000 Scheidsrechter: John Best (USA) |
| 28 september Vriendschappelijk № 86 «onderlinge duels» 17:15 uur (UTC+1) | Paddy Fagan 28', 72' (pen.) |       | 26', 53' Cliff Jones 65' Phil Woosnam | Dalymount Park, Dublin Toeschouwers: 20.000 Scheidsrechter: John Best (USA) |

|                                                                      |                                           |       |                  |                                                                                  |
| 6 november Vriendschappelijk № 87 «onderlinge duels» 14:45 uur (UTC) | Ierland                                   | 3 – 1 | Noorwegen        | Dalymount Park, Dublin Toeschouwers: 26.000 Scheidsrechter: Gilbert Bowman (SCO) |
| 6 november Vriendschappelijk № 87 «onderlinge duels» 14:45 uur (UTC) | Paddy Fagan 28' Peter Fitzgerald 39', 83' |       | 2' Harald Hennum | Dalymount Park, Dublin Toeschouwers: 26.000 Scheidsrechter: Gilbert Bowman (SCO) |

### 1961
|                                                                      |                                          |       |                 |                                                                                 |
| 3 mei WK 1962 kwalificatie № 88 «onderlinge duels» 19:00 uur (UTC+1) | Schotland                                | 4 – 1 | Ierland         | Hampden Park, Glasgow Toeschouwers: 46.696 Scheidsrechter: Maurice Guigue (FRA) |
| 3 mei WK 1962 kwalificatie № 88 «onderlinge duels» 19:00 uur (UTC+1) | Ralph Brand 14', 40' David Herd 59', 85' |       | 52' Joe Haverty | Hampden Park, Glasgow Toeschouwers: 46.696 Scheidsrechter: Maurice Guigue (FRA) |

|                                                                      |         |                                         |           |                                                                                   |
| 7 mei WK 1962 kwalificatie № 89 «onderlinge duels» 15:30 uur (UTC+1) | Ierland | 0 – 3                                   | Schotland | Dalymount Park, Dublin Toeschouwers: 36.000 Scheidsrechter: Gaston Grandain (BEL) |
| 7 mei WK 1962 kwalificatie № 89 «onderlinge duels» 15:30 uur (UTC+1) |         | 4', 16' Alexander Young 86' Ralph Brand |           | Dalymount Park, Dublin Toeschouwers: 36.000 Scheidsrechter: Gaston Grandain (BEL) |

|                                                                          |                  |       |                                          |                                                                                  |
| 8 oktober WK 1962 kwalificatie № 90 «onderlinge duels» 15:30 uur (UTC+1) | Ierland          | 1 – 3 | Tsjecho-Slowakije                        | Dalymount Park, Dublin Toeschouwers: 26.000 Scheidsrechter: Arthur Holland (ENG) |
| 8 oktober WK 1962 kwalificatie № 90 «onderlinge duels» 15:30 uur (UTC+1) | Johnny Giles 40' |       | 3' Adolf Scherer 61', 69' Andrej Kvašňák | Dalymount Park, Dublin Toeschouwers: 26.000 Scheidsrechter: Arthur Holland (ENG) |

|                                                                           | |       |                  |                                                                                               |
| 29 oktober WK 1962 kwalificatie № 91 «onderlinge duels» 14:30 uur (UTC+1) | Tsjecho-Slowakije                                                                                      | 7 – 1 | Ierland          | Stadion Československé Armády, Praag Toeschouwers: 23.312 Scheidsrechter: Bengt Lundell (SWE) |
| 29 oktober WK 1962 kwalificatie № 91 «onderlinge duels» 14:30 uur (UTC+1) | Andrej Kvašňák 8', 36' Adolf Scherer 24', 75' Josef Jelínek 30' Tomáš Pospíchal 57' Josef Masopust 61' |       | 56' Amby Fogarty | Stadion Československé Armády, Praag Toeschouwers: 23.312 Scheidsrechter: Bengt Lundell (SWE) |

### 1962
|                                                                     |                                  |       |                                                    |                                                                              |
| 8 april Vriendschappelijk № 92 «onderlinge duels» 15:30 uur (UTC+1) | Ierland                          | 2 – 3 | Oostenrijk                                         | Dalymount Park, Dublin Toeschouwers: 23.000 Scheidsrechter: Sepp Gulde (SUI) |
| 8 april Vriendschappelijk № 92 «onderlinge duels» 15:30 uur (UTC+1) | Noel Cantwell 47' Liam Tuohy 58' |       | 43' Hans Buzek 57' Horst Hirnschrodt 63' Erich Hof | Dalymount Park, Dublin Toeschouwers: 23.000 Scheidsrechter: Sepp Gulde (SUI) |

|                                                                            |                                                                    |       |                                             |                                                                                |
| 12 augustus EK 1964 kwalificatie № 93 «onderlinge duels» 15:30 uur (UTC+1) | Ierland                                                            | 4 – 2 | IJsland                                     | Dalymount Park, Dublin Toeschouwers: 19.848 Scheidsrechter: Robert Smith (WAL) |
| 12 augustus EK 1964 kwalificatie № 93 «onderlinge duels» 15:30 uur (UTC+1) | Liam Tuohy 3' Amby Fogarty 41' Noel Cantwell 65' Noel Cantwell 76' |       | 37' Ríkharður Jónsson 86' Ríkharður Jónsson | Dalymount Park, Dublin Toeschouwers: 19.848 Scheidsrechter: Robert Smith (WAL) |

|                                                                          |                    |       |                |                                                                                     |
| 2 september EK 1964 kwalificatie № 94 «onderlinge duels» 16:30 uur (UTC) | IJsland            | 1 – 1 | Ierland        | Laugardalsvöllur, Reykjavik Toeschouwers: 9.014 Scheidsrechter: Arnold Nilsen (NOR) |
| 2 september EK 1964 kwalificatie № 94 «onderlinge duels» 16:30 uur (UTC) | Garðar Árnason 57' |       | 38' Liam Tuohy | Laugardalsvöllur, Reykjavik Toeschouwers: 9.014 Scheidsrechter: Arnold Nilsen (NOR) |

### 1963
|                                                                    |                  |       |           |                                                                                |
| 9 juni Vriendschappelijk № 95 «onderlinge duels» 15:30 uur (UTC+1) | Ierland          | 1 – 0 | Schotland | Dalymount Park, Dublin Toeschouwers: 26.000 Scheidsrechter: Kevin Howley (ENG) |
| 9 juni Vriendschappelijk № 95 «onderlinge duels» 15:30 uur (UTC+1) | Noel Cantwell 6' |       |           | Dalymount Park, Dublin Toeschouwers: 26.000 Scheidsrechter: Kevin Howley (ENG) |

|                                                                             |            |       |         |                                                                            |
| 25 september EK 1964 kwalificatie № 96 «onderlinge duels» 19:30 uur (UTC+1) | Oostenrijk | 0 – 0 | Ierland | Praterstadion, Wenen Toeschouwers: 26.741 Scheidsrechter: Gyula Gere (HUN) |
| 25 september EK 1964 kwalificatie № 96 «onderlinge duels» 19:30 uur (UTC+1) |            |       |         | Praterstadion, Wenen Toeschouwers: 26.741 Scheidsrechter: Gyula Gere (HUN) |

|                                                                           |                                                |       |                                       |                                                                                |
| 13 oktober EK 1964 kwalificatie № 97 «onderlinge duels» 15:30 uur (UTC+1) | Ierland                                        | 3 – 2 | Oostenrijk                            | Dalymount Park, Dublin Toeschouwers: 39.963 Scheidsrechter: Aage Poulsen (DEN) |
| 13 oktober EK 1964 kwalificatie № 97 «onderlinge duels» 15:30 uur (UTC+1) | Noel Cantwell 44', 89' (pen.) Amby Fogarty 64' |       | 38' Walter Koleznik 83' Rudolf Flögel | Dalymount Park, Dublin Toeschouwers: 39.963 Scheidsrechter: Aage Poulsen (DEN) |

### 1964
|                                                                         |                                                                                 |       |                 |                                                                                              |
| 11 maart EK 1964 kwalificatie № 98 «onderlinge duels» 20:30 uur (UTC+1) | Spanje                                                                          | 5 – 1 | Ierland         | Estadio Ramón Sánchez Pizjuán, Seville Toeschouwers: 27.137 Scheidsrechter: Van Nuffel (BEL) |
| 11 maart EK 1964 kwalificatie № 98 «onderlinge duels» 20:30 uur (UTC+1) | Amancio Amaro Varela 13', 29' Josep Maria Fusté 15' Marcelino Martínez 34', 89' |       | 22' Andy McEvoy | Estadio Ramón Sánchez Pizjuán, Seville Toeschouwers: 27.137 Scheidsrechter: Van Nuffel (BEL) |

|                                                                        |         |                        |        |                                                                          |
| 8 april EK 1964 kwalificatie № 99 «onderlinge duels» 20:00 uur (UTC+1) | Ierland | 0 – 2                  | Spanje | Dalymount Park, Dublin Toeschouwers: 38.027 Scheidsrechter: Versyp (BEL) |
| 8 april EK 1964 kwalificatie № 99 «onderlinge duels» 20:00 uur (UTC+1) |         | 24', 85' Pedro Zaballa |        | Dalymount Park, Dublin Toeschouwers: 38.027 Scheidsrechter: Versyp (BEL) |

|                                                                     |                                                           |       |                   |                                                                              |
| 10 mei Vriendschappelijk № 100 «onderlinge duels» 11:00 uur (UTC+1) | Polen                                                     | 3 – 1 | Ierland           | Stadion Wisły, Krakau Toeschouwers: 35.000 Scheidsrechter: Karl Kainer (AUT) |
| 10 mei Vriendschappelijk № 100 «onderlinge duels» 11:00 uur (UTC+1) | Eugeniusz Faber 25' Jerzy Wilim 64' Zygfryd Szołtysik 76' |       | 35' Paddy Ambrose | Stadion Wisły, Krakau Toeschouwers: 35.000 Scheidsrechter: Karl Kainer (AUT) |

|                                                                     |                  |       |                                                         |                                                                                 |
| 13 mei Vriendschappelijk № 101 «onderlinge duels» 19:00 uur (UTC+2) | Noorwegen        | 1 – 4 | Ierland                                                 | Ullevaalstadion, Oslo Toeschouwers: 14.354 Scheidsrechter: Johannes Malka (FRG) |
| 13 mei Vriendschappelijk № 101 «onderlinge duels» 19:00 uur (UTC+2) | Leif Eriksen 53' |       | 3', 63' Charlie Hurley 10' Johnny Giles 77' Andy McEvoy | Ullevaalstadion, Oslo Toeschouwers: 14.354 Scheidsrechter: Johannes Malka (FRG) |

|                                                                     |                     |       |                                                      |                                                                                  |
| 24 mei Vriendschappelijk № 102 «onderlinge duels» 15:30 uur (UTC+1) | Ierland             | 1 – 3 | Engeland                                             | Dalymount Park, Dublin Toeschouwers: 40.000 Scheidsrechter: Bobby Davidson (SCO) |
| 24 mei Vriendschappelijk № 102 «onderlinge duels» 15:30 uur (UTC+1) | Freddie Strahan 42' |       | 9' George Eastham 22' Johnny Byrne 56' Jimmy Greaves | Dalymount Park, Dublin Toeschouwers: 40.000 Scheidsrechter: Bobby Davidson (SCO) |

|                                                                       |                                        |       |                                          |                                                                                 |
| 25 oktober Vriendschappelijk № 103 «onderlinge duels» 15:30 uur (UTC) | Ierland                                | 3 – 2 | Polen                                    | Dalymount Park, Dublin Toeschouwers: 42.000 Scheidsrechter: Bill Clements (ENG) |
| 25 oktober Vriendschappelijk № 103 «onderlinge duels» 15:30 uur (UTC) | Andy McEvoy 26', 81' Jackie Mooney 82' |       | 19' Włodzimierz Lubański 21' Ernest Pohl | Dalymount Park, Dublin Toeschouwers: 42.000 Scheidsrechter: Bill Clements (ENG) |

### 1965
|                                                                       |         |                                       |        |                                                                                      |
| 24 maart Vriendschappelijk № 104 «onderlinge duels» 20:00 uur (UTC+1) | Ierland | 0 – 2                                 | België | Dalymount Park, Dublin Toeschouwers: 20.252 Scheidsrechter: Adrianus Boogaerts (NED) |
| 24 maart Vriendschappelijk № 104 «onderlinge duels» 20:00 uur (UTC+1) |         | 15' (e.d.) Andy McEvoy 60' Jef Jurion |        | Dalymount Park, Dublin Toeschouwers: 20.252 Scheidsrechter: Adrianus Boogaerts (NED) |

|                                                                       |                   |       |        |                                                                                 |
| 5 mei WK 1966 kwalificatie № 105 «onderlinge duels» 20:00 uur (UTC+1) | Ierland           | 1 – 0 | Spanje | Dalymount Park, Dublin Toeschouwers: 40.772 Scheidsrechter: Leo Callaghan (WAL) |
| 5 mei WK 1966 kwalificatie № 105 «onderlinge duels» 20:00 uur (UTC+1) | Iríbar 61' (e.d.) |       |        | Dalymount Park, Dublin Toeschouwers: 40.772 Scheidsrechter: Leo Callaghan (WAL) |

|                                                                            |                                       |       |                 |                                                                                                 |
| 27 oktober WK 1966 kwalificatie № 106 «onderlinge duels» 20:30 uur (UTC+1) | Spanje                                | 4 – 1 | Ierland         | Estadio Ramón Sánchez Pizjuán, Sevilla Toeschouwers: 29.452 Scheidsrechter: Décio Freitas (POR) |
| 27 oktober WK 1966 kwalificatie № 106 «onderlinge duels» 20:30 uur (UTC+1) | Chus Pereda 40', 44', 58' Lapetra 63' |       | 26' Andy McEvoy | Estadio Ramón Sánchez Pizjuán, Sevilla Toeschouwers: 29.452 Scheidsrechter: Décio Freitas (POR) |

|                                                                           |         |            |        |                                                                                     |
| 10 november WK 1966 kwalificatie № 107 «onderlinge duels» 20:00 uur (UTC) | Ierland | 0 – 1      | Spanje | Parc des Princes, Parijs Toeschouwers: 35.731 Scheidsrechter: Pierre Schwinte (FRA) |
| 10 november WK 1966 kwalificatie № 107 «onderlinge duels» 20:00 uur (UTC) |         | 82' Ufarte |        | Parc des Princes, Parijs Toeschouwers: 35.731 Scheidsrechter: Pierre Schwinte (FRA) |

### 1966
|                                                                    |         |                                                                  |                |                                                                               |
| 4 mei Vriendschappelijk № 108 «onderlinge duels» 20:00 uur (UTC+1) | Ierland | 0 – 4                                                            | West-Duitsland | Dalymount Park, Dublin Toeschouwers: 16.091 Scheidsrechter: Bill Mullan (SCO) |
| 4 mei Vriendschappelijk № 108 «onderlinge duels» 20:00 uur (UTC+1) |         | 5' Helmut Haller 19' Franz Beckenbauer 55', 72' Wolfgang Overath |                | Dalymount Park, Dublin Toeschouwers: 16.091 Scheidsrechter: Bill Mullan (SCO) |

|                                                                     |                  |       |         |                                                                            |
| 22 mei Vriendschappelijk № 109 «onderlinge duels» 15:30 uur (UTC+1) | Oostenrijk       | 1 – 0 | Ierland | Praterstadion, Wenen Toeschouwers: 33.000 Scheidsrechter: Gyula Gere (HUN) |
| 22 mei Vriendschappelijk № 109 «onderlinge duels» 15:30 uur (UTC+1) | Walter Seitl 76' |       |         | Praterstadion, Wenen Toeschouwers: 33.000 Scheidsrechter: Gyula Gere (HUN) |

|                                                                     |                                         |       |                                         |                                                                          |
| 25 mei Vriendschappelijk № 110 «onderlinge duels» 20:00 uur (UTC+1) | België                                  | 2 – 3 | Ierland                                 | Sclessin, Luik Toeschouwers: 2.445 Scheidsrechter: Pierre Schwinte (FRA) |
| 25 mei Vriendschappelijk № 110 «onderlinge duels» 20:00 uur (UTC+1) | Paul Van Himst 4' Frits Vanden Boer 24' |       | 19', 48' Noel Cantwell 68' Johny Fullam | Sclessin, Luik Toeschouwers: 2.445 Scheidsrechter: Pierre Schwinte (FRA) |

|                                                                          |         |       |        |                                                                                  |
| 23 oktober EK 1968 kwalificatie № 111 «onderlinge duels» 15:30 uur (UTC) | Ierland | 0 – 0 | Spanje | Dalymount Park, Dublin Toeschouwers: 38.877 Scheidsrechter: Hasse Carlsson (SWE) |
| 23 oktober EK 1968 kwalificatie № 111 «onderlinge duels» 15:30 uur (UTC) |         |       |        | Dalymount Park, Dublin Toeschouwers: 38.877 Scheidsrechter: Hasse Carlsson (SWE) |

|                                                                           |                                   |       |                     |                                                                                 |
| 16 november EK 1968 kwalificatie № 112 «onderlinge duels» 20:00 uur (UTC) | Ierland                           | 2 – 1 | Turkije             | Dalymount Park, Dublin Toeschouwers: 22.480 Scheidsrechter: Tage Sørensen (DEN) |
| 16 november EK 1968 kwalificatie № 112 «onderlinge duels» 20:00 uur (UTC) | Frank O'Neill 60' Andy McEvoy 74' |       | 88' Ogün Altıparmak | Dalymount Park, Dublin Toeschouwers: 22.480 Scheidsrechter: Tage Sørensen (DEN) |

|                                                                            |                          |       |         |                                                                                  |
| 7 december EK 1968 kwalificatie № 113 «onderlinge duels» 20:30 uur (UTC+1) | Spanje                   | 2 – 0 | Ierland | Estadio Mestalla, Valencia Toeschouwers: 9.810 Scheidsrechter: Piet Roomer (NED) |
| 7 december EK 1968 kwalificatie № 113 «onderlinge duels» 20:30 uur (UTC+1) | José María 22' Pirri 36' |       |         | Estadio Mestalla, Valencia Toeschouwers: 9.810 Scheidsrechter: Piet Roomer (NED) |

### 1967
|                                                                             |                                            |       |                   |                                                                                             |
| 22 februari EK 1968 kwalificatie № 114 «onderlinge duels» 15:00 uur (UTC+2) | Turkije                                    | 2 – 1 | Ierland           | Ankara 19 Mayısstadion, Ankara Toeschouwers: 31.063 Scheidsrechter: Dimitar Rumenchev (BUL) |
| 22 februari EK 1968 kwalificatie № 114 «onderlinge duels» 15:00 uur (UTC+2) | Ayhan Elmastaşoğlu 35' Ogün Altıparmak 78' |       | 89' Noel Cantwell | Ankara 19 Mayısstadion, Ankara Toeschouwers: 31.063 Scheidsrechter: Dimitar Rumenchev (BUL) |

|                                                                        |         |                                     |                   |                                                                                |
| 21 mei EK 1968 kwalificatie № 115 «onderlinge duels» 15:30 uur (UTC+1) | Ierland | 0 – 2                               | Tsjecho-Slowakije | Dalymount Park, Dublin Toeschouwers: 6.257 Scheidsrechter: Robert Schaut (BEL) |
| 21 mei EK 1968 kwalificatie № 115 «onderlinge duels» 15:30 uur (UTC+1) |         | 16' Juraj Szikora 47' Vojtech Masný |                   | Dalymount Park, Dublin Toeschouwers: 6.257 Scheidsrechter: Robert Schaut (BEL) |

|                                                                             |                         |       |                                      |                                                                            |
| 22 november EK 1968 kwalificatie № 116 «onderlinge duels» 14:00 uur (UTC+1) | Tsjecho-Slowakije       | 1 – 2 | Ierland                              | Stadion Eden, Praag Toeschouwers: 7.615 Scheidsrechter: Erwin Vetter (DDR) |
| 22 november EK 1968 kwalificatie № 116 «onderlinge duels» 14:00 uur (UTC+1) | John Dempsey 58' (e.d.) |       | 65' Ray Treacy 86' Turlough O'Connor | Stadion Eden, Praag Toeschouwers: 7.615 Scheidsrechter: Erwin Vetter (DDR) |

### 1968
|                                                                     |                                 |       |                                                    |                                                                                 |
| 15 mei Vriendschappelijk № 117 «onderlinge duels» 20:00 uur (UTC+1) | Ierland                         | 2 – 2 | Polen                                              | Dalymount Park, Dublin Toeschouwers: 25.000 Scheidsrechter: Eric Jennings (ENG) |
| 15 mei Vriendschappelijk № 117 «onderlinge duels» 20:00 uur (UTC+1) | John Dempsey 51' Alfie Hale 86' |       | 5' (pen.) Włodzimierz Lubański 24' Andrzej Jarosik | Dalymount Park, Dublin Toeschouwers: 25.000 Scheidsrechter: Eric Jennings (ENG) |

|                                                                         |                         |       |         |                                                                              |
| 30 oktober Vriendschappelijk № 118 «onderlinge duels» 17:15 uur (UTC+1) | Polen                   | 1 – 0 | Ierland | Śląskistadion, Chorzów Toeschouwers: 18.000 Scheidsrechter: Bo Nilsson (SWE) |
| 30 oktober Vriendschappelijk № 118 «onderlinge duels» 17:15 uur (UTC+1) | łodzimierz Lubański 61' |       |         | Śląskistadion, Chorzów Toeschouwers: 18.000 Scheidsrechter: Bo Nilsson (SWE) |

|                                                                          |                                  |       |                               |                                                                                  |
| 10 november Vriendschappelijk № 119 «onderlinge duels» 15:30 uur (UTC+1) | Ierland                          | 2 – 2 | Oostenrijk                    | Dalymount Park, Dublin Toeschouwers: 18.000 Scheidsrechter: Bobby Davidson (SCO) |
| 10 november Vriendschappelijk № 119 «onderlinge duels» 15:30 uur (UTC+1) | Eamonn Rogers 82' Alfie Hale 87' |       | 15' Helmut Redl 50' Erich Hof | Dalymount Park, Dublin Toeschouwers: 18.000 Scheidsrechter: Bobby Davidson (SCO) |

|                                                                         |                         |       |                 |                                                                               |
| 4 december Vriendschappelijk № 120 «onderlinge duels» 20:00 uur (UTC+1) | Ierland                 | 1 – 1 | Denemarken      | Dalymount Park, Dublin Toeschouwers: 23.555 Scheidsrechter: Willie Syme (SCO) |
| 4 december Vriendschappelijk № 120 «onderlinge duels» 20:00 uur (UTC+1) | Johnny Giles 40' (pen.) |       | 21' Finn Wiberg | Dalymount Park, Dublin Toeschouwers: 23.555 Scheidsrechter: Willie Syme (SCO) |

### 1969
|                                                                       |                   |       |                                  |                                                                                            |
| 4 mei WK 1970 kwalificatie № 121 «onderlinge duels» 15:30 uur (UTC+1) | Ierland           | 1 – 2 | Tsjecho-Slowakije                | Dalymount Park, Dublin Toeschouwers: 32.002 Scheidsrechter: António Saldanha Ribeiro (POR) |
| 4 mei WK 1970 kwalificatie № 121 «onderlinge duels» 15:30 uur (UTC+1) | Eamonn Rogers 15' |       | 51' Dušan Kabát 70' Jozef Adamec | Dalymount Park, Dublin Toeschouwers: 32.002 Scheidsrechter: António Saldanha Ribeiro (POR) |

|                                                                        |                       |       |         |                                                                                              |
| 27 mei WK 1970 kwalificatie № 122 «onderlinge duels» 19:00 uur (UTC+1) | Denemarken            | 2 – 0 | Ierland | Københavns Idrætspark, Kopenhagen Toeschouwers: 26.195 Scheidsrechter: Sergey Arkhipov (URS) |
| 27 mei WK 1970 kwalificatie № 122 «onderlinge duels» 19:00 uur (UTC+1) | Ole Sørensen 36', 66' |       |         | Københavns Idrætspark, Kopenhagen Toeschouwers: 26.195 Scheidsrechter: Sergey Arkhipov (URS) |

|                                                                        |                |       |                                 |                                                                                |
| 8 juni WK 1970 kwalificatie № 123 «onderlinge duels» 15:30 uur (UTC+1) | Ierland        | 1 – 2 | Hongarije                       | Dalymount Park, Dublin Toeschouwers: 17.286 Scheidsrechter: Vital Loraux (BEL) |
| 8 juni WK 1970 kwalificatie № 123 «onderlinge duels» 15:30 uur (UTC+1) | Don Givens 59' |       | 23' Antal Dunai 79' Ferenc Bene | Dalymount Park, Dublin Toeschouwers: 17.286 Scheidsrechter: Vital Loraux (BEL) |

|                                                                           |                |       |                |                                                                                     |
| 21 september Vriendschappelijk № 124 «onderlinge duels» 15:30 uur (UTC+1) | Ierland        | 1 – 1 | Schotland      | Dalymount Park, Dublin Toeschouwers: 27.000 Scheidsrechter: Norman Burtenshaw (ENG) |
| 21 september Vriendschappelijk № 124 «onderlinge duels» 15:30 uur (UTC+1) | Don Givens 27' |       | 8' Colin Stein | Dalymount Park, Dublin Toeschouwers: 27.000 Scheidsrechter: Norman Burtenshaw (ENG) |

|                                                                           |                           |       |         |                                                                                      |
| 7 oktober WK 1970 kwalificatie № 125 «onderlinge duels» 18:00 uur (UTC+1) | Tsjecho-Slowakije         | 3 – 0 | Ierland | Letenský Stadion, Praag Toeschouwers: 32.879 Scheidsrechter: Concetto Lo Bello (ITA) |
| 7 oktober WK 1970 kwalificatie № 125 «onderlinge duels» 18:00 uur (UTC+1) | Jozef Adamec 9', 39', 45' |       |         | Letenský Stadion, Praag Toeschouwers: 32.879 Scheidsrechter: Concetto Lo Bello (ITA) |

|                                                                            |               |       |                        |                                                                                 |
| 15 oktober WK 1970 kwalificatie № 126 «onderlinge duels» 20:00 uur (UTC+1) | Ierland       | 1 – 1 | Denemarken             | Dalymount Park, Dublin Toeschouwers: 26.108 Scheidsrechter: John Paterson (SCO) |
| 15 oktober WK 1970 kwalificatie № 126 «onderlinge duels» 20:00 uur (UTC+1) | Don Givens 8' |       | 70' (pen.) Bent Jensen | Dalymount Park, Dublin Toeschouwers: 26.108 Scheidsrechter: John Paterson (SCO) |

|                                                                            |                                                                      |       |         |                                                                             |
| 5 november WK 1970 kwalificatie № 127 «onderlinge duels» 18:15 uur (UTC+1) | Hongarije                                                            | 4 – 0 | Ierland | Népstadion, Boedapest Toeschouwers: 23.602 Scheidsrechter: Lado Jakše (YUG) |
| 5 november WK 1970 kwalificatie № 127 «onderlinge duels» 18:15 uur (UTC+1) | Zoltán Halmosi 30' Ferenc Bene 49' Lajos Puskás 68' Lajos Kocsis 89' |       |         | Népstadion, Boedapest Toeschouwers: 23.602 Scheidsrechter: Lado Jakše (YUG) |

UEFA: Albanië · België · Bulgarije · Cyprus · Denemarken · West-Duitsland · Duitse Democratische Republiek · Engeland · Finland · Frankrijk · Griekenland · Hongarije · Ierland · IJsland · Italië · Joegoslavië · Luxemburg · Malta · Nederland · Noord-Ierland · Noorwegen · Oostenrijk · Polen · Portugal · Roemenië · Schotland · Sovjet-Unie · Spanje · Tsjecho-Slowakije · Turkije · Wales · Zweden · Zwitserland

CAF: Madagaskar AFC: Israël

FAI · A-internationals · Bondscoaches · Statistieken · Iers vrouwenelftal · Olympisch elftal · Ierland U21 · Ierland U20 · Ierland U19 · Ierland U18 · Ierland U17 · Ierland U16 · Vrouwen U17
1924 – 1929 ·
1930 – 1939 ·
1940 – 1949 ·
1950 – 1959 ·
1960 – 1969 ·
1970 – 1979 ·
1980 – 1989 ·
1990 – 1999 ·
2000 – 2009 ·
2010 – 2019 ·
2020 − 2029
EK 1988 · 
EK 2012 · 
EK 2016
WK 1990 · 
WK 1994 · 
WK 2002
1924 · 
1925 · 
1926 · 
1927 · 
1928 · 
1929 · 
1930 · 
1931 · 
1932 · 
1933 · 
1934 · 
1935 · 
1936 · 
1937 · 
1938 · 
1939 · 
1940 · 1941 · 1942 · 1943 · 1944 · 1945 · 
1946 · 
1947 · 
1948 · 
1949 · 
1950 · 
1951 · 
1952 · 
1953 · 
1954 · 
1955 · 
1956 · 
1957 · 
1958 · 
1959 · 
1960 · 
1961 · 
1962 · 
1963 · 
1964 · 
1965 · 
1966 · 
1967 · 
1968 · 
1969 · 
1970 · 
1971 · 
1972 · 
1973 · 
1974 · 
1975 · 
1976 · 
1977 · 
1978 · 
1979 · 
1980 · 
1981 · 
1982 · 
1983 · 
1984 · 
1985 · 
1986 · 
1987 · 
1988 · 
1989 · 
1990 · 
1991 · 
1992 · 
1993 · 
1994 · 
1995 · 
1996 · 
1997 · 
1998 · 
1999 · 
2000 · 
2001 · 
2002 · 
2003 · 
2004 · 
2005 · 
2006 · 
2007 · 
2008 · 
2009 · 
2010 · 
2011 · 
2012 · 
2013 · 
2014 · 
2015 ·
2016 ·
2017 ·
2018 ·
2019 ·
2020 ·
2021
Albanië ·
Algerije ·
Andorra ·
Argentinië ·
Armenië ·
Australië ·
Azerbeidzjan ·
België ·
Bolivia ·
Bosnië en Herzegovina ·
Brazilië ·
Bulgarije ·
Canada ·
Chili ·
China ·
Colombia ·
Costa Rica ·
Cyprus ·
Denemarken ·
Duitsland ·
Ecuador ·
Egypte ·
Engeland ·
Estland ·
Faeröer ·
Finland ·
Frankrijk ·
Georgië ·
Gibraltar ·
Griekenland ·
Hongarije ·
IJsland ·
Iran ·
Israël ·
Italië ·
Jamaica ·
Joegoslavië ·
Kameroen ·
Kazachstan ·
Kroatië ·
Letland ·
Liechtenstein ·
Litouwen ·
Luxemburg ·
Malta ·
Marokko ·
Mexico ·
Moldavië ·
Montenegro ·
Nederland ·
Nieuw-Zeeland ·
Nigeria ·
Noord-Ierland ·
Noord-Macedonië ·
Noorwegen ·
Oekraïne ·
Oman ·
Oostenrijk ·
Paraguay ·
Polen ·
Portugal ·
Qatar ·
Roemenië ·
Rusland ·
San Marino ·
Saoedi-Arabië ·
Schotland ·
Servië ·
Slowakije ·
Sovjet-Unie ·
Spanje ·
Trinidad en Tobago ·
Tsjechië ·
Tsjecho-Slowakije ·
Tunesië ·
Turkije ·
Uruguay ·
Verenigde Staten ·
Wales ·
Wit-Rusland ·
Zuid-Afrika ·
Zweden ·
Zwitserland
België (2016) · 
Italië (2012) · 
Kroatië (2012) · 
Spanje (2012) · 
Zweden (2016)